# Luna Farina
Luna Farina (* 27. Dezember 2001 in Moers) ist eine deutsch-italienische Sängerin und Influencerin.

## Werdegang
Luna Farina kam 2001 in Moers als Tochter einer deutsch-italienischen Mutter und eines italienischen Vaters zur Welt. Während ihrer Kindheit lebte sie drei Jahre in Italien. 2013 sammelte sie im Alter von 12 Jahren ihre ersten TV-Erfahrungen beim RTL Supertalent. Nach einer Teilnahme bei The Voice Kids und einigen Auftritten bei „Luke! Die Woche und ich“, war sie 2016 Teilnehmerin der Doku-Soap „Die Mädchen-WG“. 2021 erreichte sie in der Sendung „The Voice of Germany“ das Viertelfinale.
Farina veröffentlichte bisher zwei Singles.

## Shows
- 2013: Das Supertalent, RTL
- 2014/15: The Voice Kids, Sat.1
- 2015/16: Luke! Die Woche und ich, Sat.1
- 2016: Die Mädchen-WG (Italien), ZDF
- 2018: Sanremo Young, Rai 1
- 2019: Kamerahelden, ZDF
- 2021: The Voice of Germany, Pro7
- 2023–2024: Köln 50667, als Elif Yilmaz

## Belege
1. ↑  Nach Kids-Show und Supertalent: Luna Farina bei "The Voice". 14. Oktober 2021, abgerufen am 20. Oktober 2022.
2. ↑  Die Mädchen-WG: Sommer, Sonne. Elternfrei. Abgerufen am 20. Oktober 2022.

| Personendaten    | Personendaten                                  |
| ---------------- | ---------------------------------------------- |
| NAME             | Farina, Luna                                   |
| KURZBESCHREIBUNG | deutsch-italienische Sängerin und Influencerin |
| GEBURTSDATUM     | 27. Dezember 2001                              |
| GEBURTSORT       | Moers                                          |